# Le Décalogue
Le Décalogue é uma colecção de álbuns de banda desenhada que foram escritos por Frank Giroud. Cada um é ilustrado e assinado por um desenhador diferente. A colecção segue a historia de um pressuposto decálogo de Maomé, a sua edição em título de historia fantasiosa, rascunhos e em livro, assim como a destruição dos mesmos tal como a das pessoas que o tiveram em mãos. Cada álbum faz uso de eventos históricos reais como pano de fundo, segue uma ordem cronológica inversa, e refere um dos mandamentos do pressuposto decálogo.